# Thebe (Tochter des Prometheus)
Thebe (altgriechisch Θήβη Thḗbē) ist in der griechischen Mythologie die Tochter des Prometheus und einer Nymphe. Sie ist Namensgeberin für Theben in Böotien.
Eine Verbindung zwischen (einem) Prometheus und Theben findet sich bei Pausanias, der berichtet, früher hätte das Volk der Kabiren den Ort bewohnt. Demeter sei zu ihnen gekommen und habe dem Kabiren Prometheus und dessen Sohn Aitnaios einen heiligen Gegenstand überlassen.